# MÁV 399 sorozat
A MÁV 399 sorozat egy keskeny nyomtávolságú szertartályosgőzmozdony-sorozat volt.
Az első példányt a Gyulavidéki HÉV (GyVHÉV) részére szerezték be és 1909-ben MÁV cégjellel, a „2164. gyári számú mozdony” felirattal ellátva állították szolgálatba. A mozdony az 1911. évi átszámozás során a 399 sorozatjelet és a 001-es folyószámot, azaz a 399,001 pályaszámot kapta.
A MÁV a Torontáli HÉV részére 1911–1913 között újabb négy ilyen mozdonyt vásárolt a Magyar Királyi Állami Vasgyáraktól, melyek a 399,002–005 pályaszámokon álltak szolgálatba.
A mozdonyok közül 15 darabot a MÁVAG, négyet pedig a linzi Krauss gyártott. A Krauss mozdonyok a második világháborús események kapcsán kerültek a Magyar Államvasutakhoz. Eredetileg öt darab a Torontáli HÉV, két darab a Nyírvidéki Kisvasút, négy darab a Borzsavölgyi Kisvasútnál állt üzembe, a többi különböző magánvasút-társaságoknál üzemelt.
A Torontáli HÉV eredetű mozdonyok a trianoni békeszerződést követően a Jugoszláv Vasutakhoz, a JDŽ 70-0 sorozatba kerültek. A borzsavölgyiek a Csehszlovák Államvasutakhoz kerültek, közülük kettőt a ČSD U34.0, illetve egyet a ČSD U35.3 sorozatba soroltak. A sorozat többi mozdonyának mozgalmas életútja volt, néhányuk a második világháború alatt Romániába, illetve vissza Magyarországra került. A világháborút követően több ismét Romániában, valamint a Szovjetunióban üzemelt tovább.
Az ismert sorsú gőzmozdonyokat az 1960-as években selejtezték le mind a MÁV-nál, mind a Román Államvasutaknál.